# Terry Neill
William John Terence „Terry“ Neill (* 8. Mai 1942 in Belfast, Nordirland; † 28. Juli 2022) war ein nordirischer Fußballspieler und -trainer.

## Spielerlaufbahn
In seiner Jugend spielte der in Belfast geborene Terry Neill für den Bangor FC und zog 1959 nach London, um fortan für den FC Arsenal zu agieren. Bereits bei seinem Debüt gegen Sheffield Wednesday im Dezember des Jahres 1960 schoss er ein Tor und etablierte sich schnell auf der zentralen Halbposition (engl.: „centre half“) im Mittelfeld, die später defensiver in einer zentralen Abwehrposition interpretiert wurde (außerdem kam er auch noch als Außenverteidiger zum Einsatz). Sowohl im Verein, als auch später in der nordirischen Nationalmannschaft, erlangte er schnell die Funktion des Mannschaftskapitäns und war zudem im Alter von nur 20 Jahren der jüngste Spieler in der Geschichte des FC Arsenal in diesem Amt. Insgesamt kam er in 255 Partien für den FC Arsenal und in 59 Länderspielen für Nordirland zum Einsatz.
Gegen Ende der 1960er-Jahre wurde Neill immer verletzungsanfälliger und er litt an Gelbsucht, wodurch er 1969 das Endspiel im Ligapokal verpasste – Arsenal verlor dort gegen Swindon Town mit 1:3. Obwohl er erst 28 Jahre alt war, entschloss er sich im Juli 1970 dazu, dem Erstligafußball den Rücken zu kehren und unterschrieb einen Vertrag in der zweitklassigen Second Division bei Hull City. Dort arbeitete er als Spielertrainer und wurde damit zu einem der jüngsten Trainer in der Geschichte des englischen Fußballs. Später betreute er – ebenfalls in noch vergleichsweise jungen Jahren – die nordirische Nationalmannschaft. Im Jahre 1973 entschied sich Neill zur endgültigen Beendigung seiner Spielerkarriere und verließ Hull ein weiteres Jahr später, um bei Tottenham Hotspur – pikanterweise der schärfste Lokalrivale des FC Arsenal – die Trainernachfolge von Bill Nicholson anzutreten.

## Trainerkarriere
Er betreute die „Spurs“ über zwei Spielzeiten hinweg und konnte dabei in seinem ersten Jahr den Abstieg nur knapp vermeiden. Da auch die zweite Saison nur mit einem Mittelfeldplatz geendet hatte, war es eine Überraschung, dass sich die Vereinsführung des FC Arsenal im Jahre 1976 dazu entschloss, Neill als Nachfolger von Bertie Mee und jüngsten Trainer in der Geschichte des Vereins auszuwählen. Mit den Neuverpflichtungen Malcolm Macdonald und Pat Jennings konnte die Mannschaft jedoch etwas zu alter Stärke zurückfinden und erreichte zwischen 1978 und 1980 drei FA-Cup-Endspiele in Serie, wobei nur das 1979er-Finale gegen Manchester United mit 3:2 gewonnen werden konnte. Zudem gelangte der Verein unter Neills Regie ins Endspiel des Europapokals der Pokalsieger, verlor dieses jedoch nach Elfmeterschießen gegen den FC Valencia. Diese Erfolge konnten jedoch im Ligaalltag nicht bestätigt werden und nach dem Abgang entscheidender Spieler – wie beispielsweise Liam Brady und Frank Stapleton – und dem verletzungsbedingten Ausfall von Malcolm Macdonald entwickelte sich die sportliche Perspektive sehr negativ. Als mitentscheidend für den ausbleibenden Erfolg in der englischen Meisterschaft von Beginn an wird zudem angenommen, dass Neill Probleme mit dem Umgang etablierter Spieler besaß – wie beispielsweise Alan Ball, der kurz nach Neills Ankunft den Verein verließ, und sich mit langjährigen Stützen und Sympathieträgern, wie George Armstrong, überwarf. Nach einer regelrechten Serie von Pokalpleiten in den frühen 1980er-Jahren – darunter zuletzt vor allem die Ligapokalniederlage gegen den FC Walsall am 29. November 1983 – entließ ihn die Vereinsführung am 16. Dezember des gleichen Jahres.
Neill zog sich daraufhin vollständig aus dem Fußballgeschäft zurück und eröffnete Sportkneipen in Hendon und Holborn – im Zentrum Londons gelegen.

## Erfolge
- FA-Cup-Sieger: 1979 (als Trainer)